# Yargo (Kirsi)
Pour les articles homonymes, voir Yargo.
Yargo est une localité située dans le département de Kirsi de la province du Passoré dans la région Nord au Burkina Faso.

## Géographie
Yargo est situé à 12 km du centre de Kirsi, le chef-lieu du département, et à 45 km à l'est de Yako et de la route nationale 2 reliant le centre au nord du pays.

## Économie
Le village a une économie essentiellement basée sur l'agriculture et l'élevage. Cependant depuis quelques années, une activité d'orpaillage artisanal s'est développée dans le secteur de Yargo avec la découverte de filons aurifères.

## Santé et éducation
Le centre de soins le plus proche de Yargo est le centre de santé et de promotion sociale (CSPS) de Kirsi tandis que le centre médical avec antenne chirurgicale (CMA) de la province se trouve à Yako.

## Culture et traditions
Une fête traditionnelle annuelle a lieu dans le village, la fête de Napoussoum, qui réunit autour du Naba de Yargo (garant de la tradition) ses sujets lui renouvelant leur allégeance autour de bénédictions, de danses et d'offrandes réciproques.